# Fruit of the Loom
Fruit of the Loom — американская компания, которая производит одежду. Штаб-квартира компании находится в городе Боулинг-Грин, Кентукки. С 2002 года компания является дочерней компанией Berkshire Hathaway.
Fruit of the Loom является одним из крупнейших производителей одежды и нижнего белья. В компании работает более 32 000 человек по всему миру. Fruit of the Loom также контролирует известный бренд нижнего белья BVD (Bradley Voorhees DAY).
На логотипе и компании изображённое красное яблоко, листья, зелёный виноград, смородина и фиолетовый виноград.